# Brévillers (Pas-de-Calais)
Brévillers (Aussprache [breviˈlɛʁ]) ist eine französische Gemeinde mit 157 Einwohnern (Stand: 1. Januar 2022) im Département Pas-de-Calais in der Region Hauts-de-France. Sie gehört zum Arrondissement Montreuil und zum Gemeindeverband Les 7 Vallées. Die Einwohner werden Brévillois und Brévilloises genannt.

## Lage
Die Gemeinde Brévillers liegt im Artois, 24 Kilometer südöstlich von Montreuil-sur-Mer. Nachbargemeinden von Brévillers sind Hesdin-la-Forêt im Norden und Nordosten, Le Quesnoy-en-Artois im Südosten, Guigny im Süden sowie Capelle-lès-Hesdin im Westen.

## Bevölkerungsentwicklung
| Jahr                       | 1962 | 1968 | 1975 | 1982 | 1990 | 1999 | 2011 | 2022 |
| -------------------------- | ---- | ---- | ---- | ---- | ---- | ---- | ---- | ---- |
| Einwohner                  | 105  | 111  | 131  | 120  | 119  | 107  | 155  | 157  |
| Quellen: Cassini und INSEE |      |      |      |      |      |      |      |      |

## Sehenswürdigkeiten

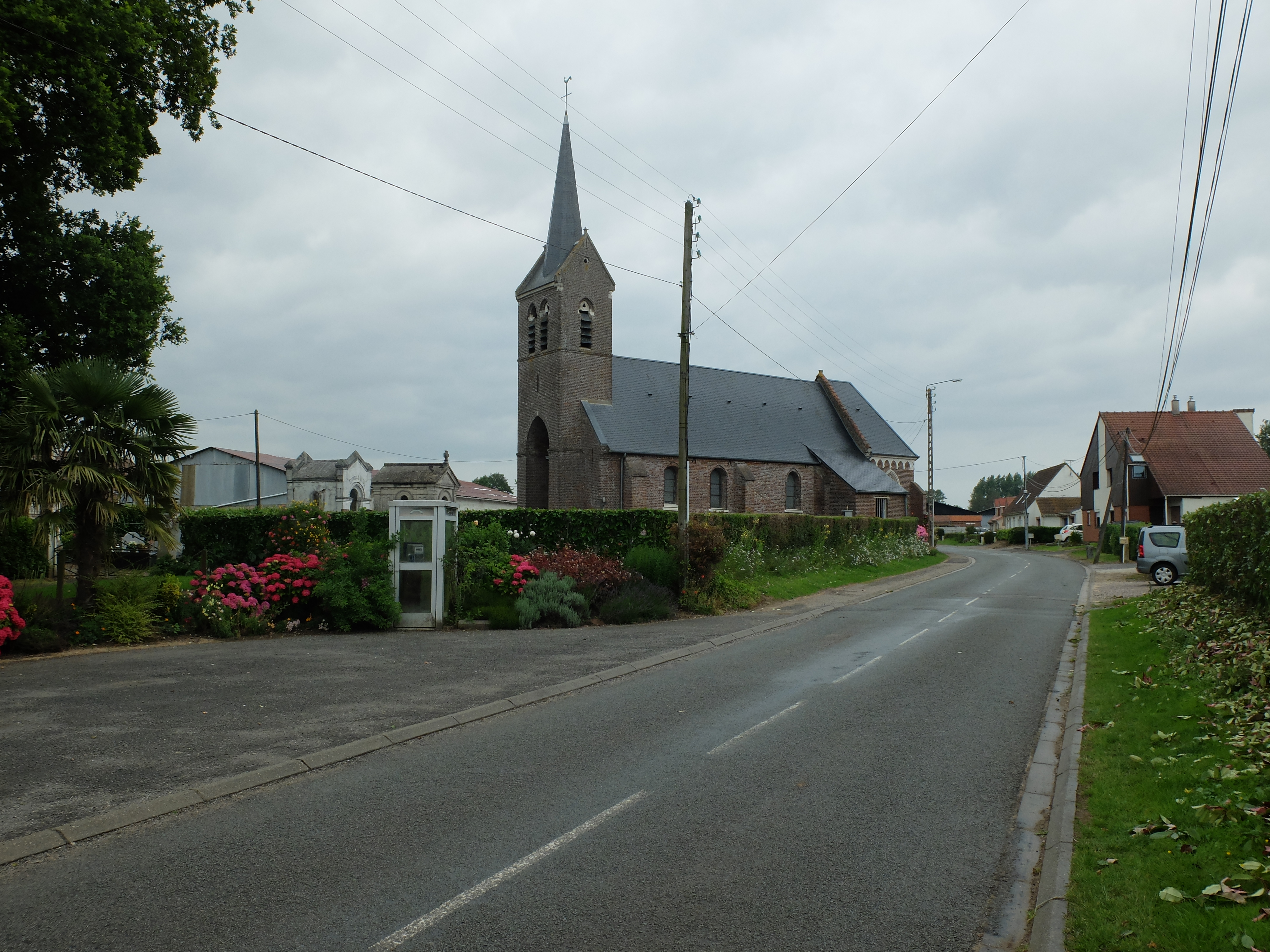
Kirche Saint-Firmin
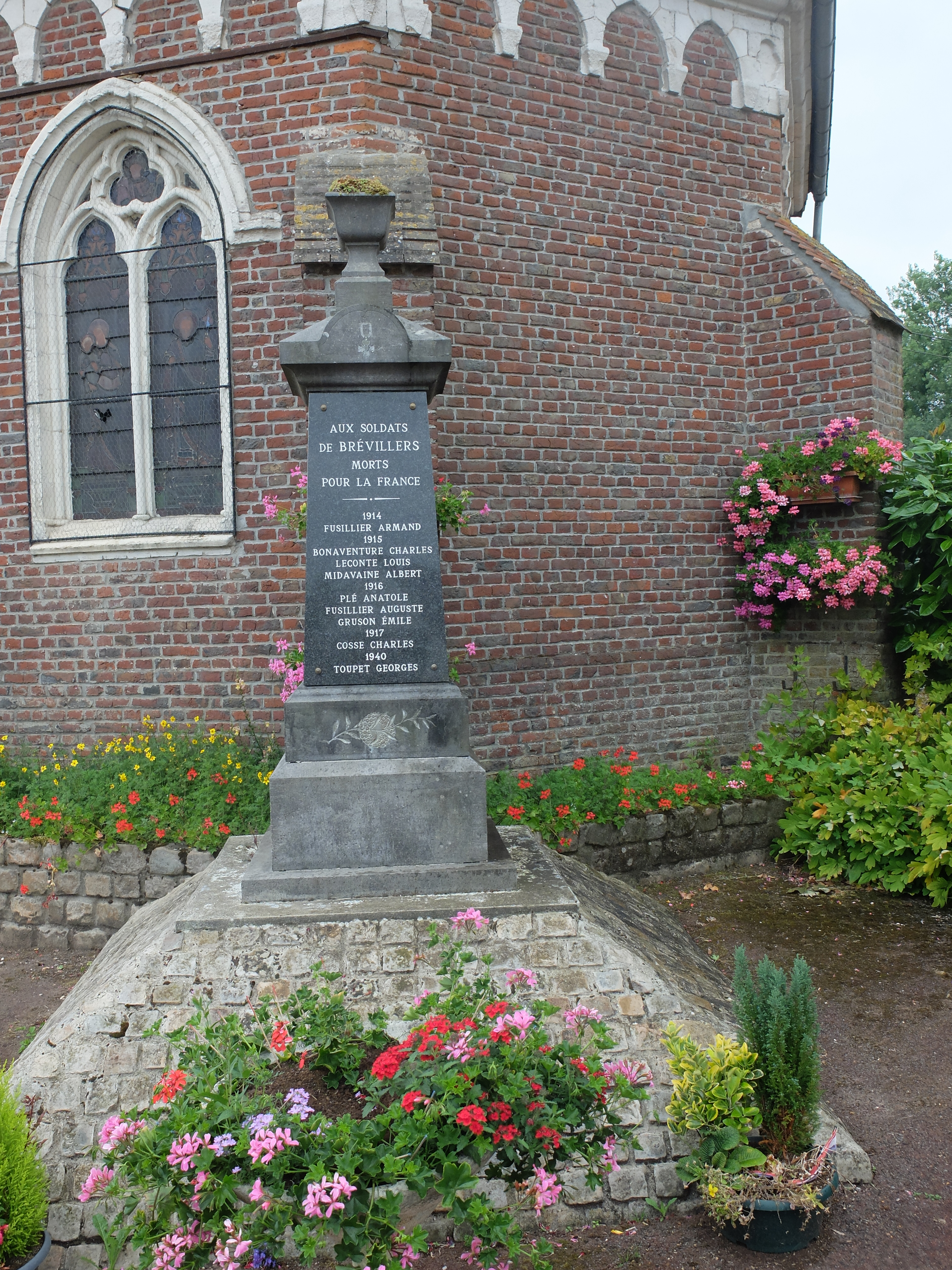
Wasserturm

- Kirche Saint-Firmin
- Gefallenendenkmal